# Wassili Alexandrowitsch Archipow
Wassili Alexandrowitsch Archipow (russisch Василий Александрович Архипов, engl. Transkription Vasiliy Arkhipov; * 30. Januar 1926 im Dorf Sworkowo, Gouvernement Moskau, Sowjetunion; † 19. August 1998 in Kupawna, Russland) war ein Offizier der sowjetischen Marine, zuletzt Vizeadmiral. In der Kubakrise (Oktober 1962) verweigerte er die Zustimmung zum Abschuss eines Atomtorpedos. Dadurch verhinderte er möglicherweise einen Dritten Weltkrieg.

## Leben

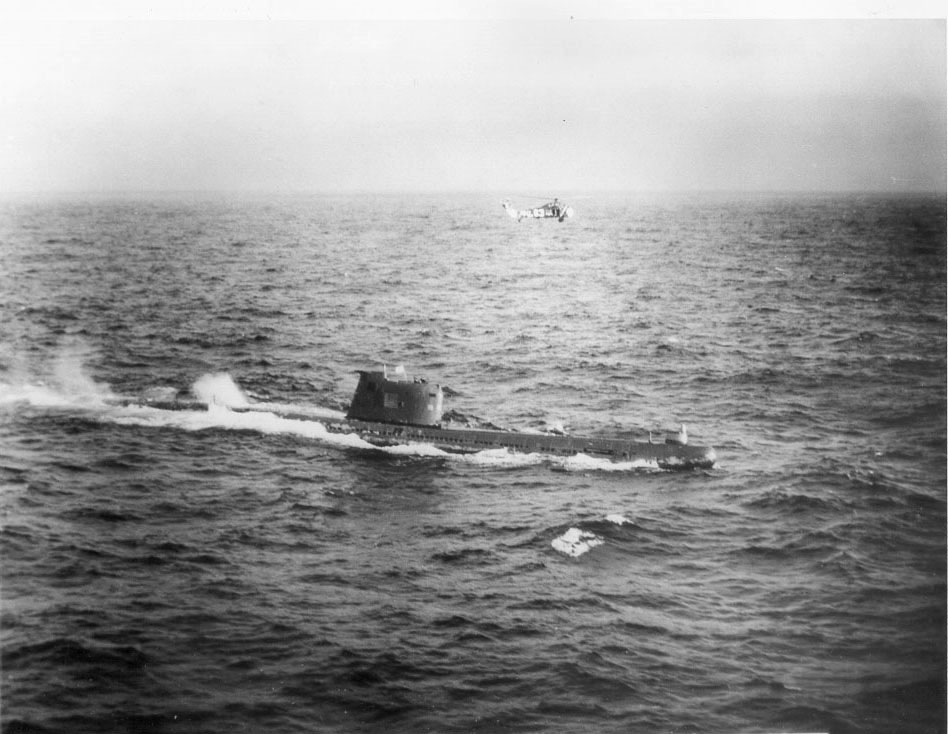
Ein Hubschrauber der US Navy umkreist B-59

Archipow stammte aus einer Bauernfamilie. Sein Vater war Alexander Nikolajewitsch Archipow, seine Mutter Maria Nikolajewna, geborene Kosyrewa. Nach neunjähriger Schulausbildung trat er 1942 in die 10. Klasse der Leningrader Marinespezialschule ein und im Dezember 1942 in den Vorbereitungskurs der Pazifischen Offiziershochschule. 1945 nahm er als Offiziersschüler auf einem Minenabwehrfahrzeug der Pazifikflotte an Kampfhandlungen gegen die Japaner teil. Nach Ende des Zweiten Weltkrieges wurde er zusammen mit den Offiziersschülern des 3. Studienjahres zur Kaspischen Rotbanner-Offiziershochschule der Seestreitkräfte S.M. Kirow nach Baku kommandiert, die er 1947 absolvierte. Er arbeitete bis Dezember 1975 in verschiedenen Dienststellungen vom Kommandanten des Gefechtsabschnitts 1 (Navigation) eines U-Bootes bis zum U-Boot-Divisionskommandeur in der Nord-, Schwarzmeer- und Baltischen Flotte. 1951 und 1953 beendete Archipow Spezialausbildungen für Offiziere auf U-Booten und 1968 weitere akademische Kurse der sowjetischen Marine. Von 1975 bis 1985 war er Kommandeur der Kaspischen Höheren Seekriegsschule. Danach ging er in Pension.
Archipow war während der Kubakrise auf dem sowjetischen, mit nuklearen Torpedos bestückten U-Boot B-59 (Б-59) der Klasse Projekt 641 stationiert. Am 27. Oktober 1962 drang dieses U-Boot (wahrscheinlich mit Absicht) in die von den USA errichtete Quarantänezone um Kuba ein, woraufhin es von US-amerikanischen Zerstörern in internationalen Gewässern verfolgt und eingekesselt wurde. Um ein Auftauchen zur Identifizierung zu erzwingen, wurden Übungswasserbomben und fünf Handgranaten abgeworfen. Den amerikanischen Streitkräften war die nukleare Bewaffnung des U-Bootes nicht bekannt.  Walentin Sawizki, der Kommandant des U-Bootes, ging aufgrund des Beschusses davon aus, dass sie angegriffen werden und bereits ein Krieg ausgebrochen sei, was aufgrund fehlender Kommunikationsverbindungen nicht geprüft werden konnte.
Für den Abschuss der Waffen war an Bord des U-Bootes die Zustimmung dreier Offiziere notwendig, namentlich Archipow (Kommandant des Flottenverbands), Sawizki (Boots-Kommandant) und des Politoffiziers Iwan Maslennikow. Archipow lehnte anfangs als einziger von ihnen den Einsatz der Nuklearwaffen an Bord ab, die im Falle eines Angriffes eingesetzt werden sollten. Schließlich konnte er Sawizki davon überzeugen, das U-Boot auftauchen zu lassen, um auf weitere Befehle aus Moskau zu warten. In der Folge feuerte das U-Boot B-59 keine Nuklearwaffen ab.
Archipow erlag mit 72 Jahren einem Nierenkrebs. Die Erkrankung ist vermutlich auf einen Strahlungsunfall an Bord des Atom-U-Boots K-19 der Klasse Projekt 658 im Juli 1961 zurückzuführen, vierzehneinhalb Monate vor der Kubakrise. Erst im Herbst 2002 wurde auf einer Konferenz zum 40. Jahrestag der Kubakrise in Havanna offiziell bekannt, dass ein Mann namens Archipow die Menschheit vor einem Atomkrieg bewahrt habe.

## Auszeichnungen
- Rotbannerorden
- Orden des Roten Sterns
- Orden „Für den Dienst am Vaterland in den Streitkräften der UdSSR“
- andere Orden und Medaillen der UdSSR

Postum wurde Archipow 2003 und 2005 der italienische Rotondi-Nationalpreis Angeli del nostro tempo verliehen.
Anfang Juli 2018 ging bei der Stadt Bonn ein Bürgerantrag ein, einen Platz nach Archipow und Stanislaw Petrow, der vermutlich ebenfalls einen Atomkrieg verhindert hatte, in Archipov-Petrov-Platz umzubenennen. Der Antrag wurde allerdings abgelehnt.

## Populärkulturelle Rezeption
Sowohl der US-amerikanische Spielfilm Crimson Tide – In tiefster Gefahr von 1995 als auch die internationale Produktion K-19 – Showdown in der Tiefe (2002) nehmen inhaltlich auf Archipow Bezug und sind von den realen Vorfällen auf B-59 respektive K-19 inspiriert.
Die Hardcore-Punk-Band Converge bezieht sich in Songtitel und -text in ihrem Stück Arkhipov Calm (auf dem Studioalbum The Dusk in Us, 2017) ebenfalls auf die Geschichte Archipows.

## Film
- Nick Green, Regie: Der Mann, der die Welt rettete – Das Geheimnis der Kuba-Krise Dokumentation. (Dokumentation, mit Interviews der Ehefrau Archipows. Kooperation von Russland, Dänemark und den USA) Deutsche Fassung (2012), 45 Min.[17]